# Joseph Kesenge Wandangakongu
Joseph Kesenge Wandangakongu (* 4. April 1928 in Molegbe; † 19. Februar 2021 in Gbadolite) war ein kongolesischer Geistlicher und römisch-katholischer Bischof von Molegbe.

## Leben
Joseph Kesenge Wandangakongu empfing am 20. Juli 1957 die Priesterweihe für das Apostolische Vikariat Belgisch-Ubanghi.
Papst Paul VI. ernannte ihn am 5. September 1968 zum Bischof von Molegbe. Der Erzbischof von Mbandaka, Pierre Wijnants MSC, spendete ihm am 25. Januar des nächsten Jahres die Bischofsweihe; Mitkonsekratoren waren François Van den Berghe CICM, Bischof von Budjala, und Louis Nganga a Ndzando, Bischof von Lisala.
Am 18. Oktober 1997 nahm Papst Johannes Paul II. sein vorzeitiges Rücktrittsgesuch an.